# Isadore Singer
Isadore Singer (n. 3 mai 1924, Detroit, Michigan, SUA – d. 11 februarie 2021, Boxborough⁠(d), Massachusetts, SUA) a fost un matematician  câștigător al Premiului Abel în 2004.